# Tammio (ö i Kymmenedalen)
Tammio (föråldrat svenskt namn Stamö) är en ö och en gammal fiskeby i Fredrikshamn. Tammio hade 2016 en fast invånare. Ön ligger sydost om Fredrikhamns centrum och cirka 5 kilometer från fastlandet. Tammio hörde till Veckelax innan kommunsammanslagningen med Fredrikshamn 2003. 
På ön finns ett 40-tal bostadshus, de äldsta från 1800-talet. En folkskola från 1891 och ett föreningshus byggt 1919.
Öns area är 1,48 kvadratkilometer och dess största längd är 2,3 kilometer i nord-sydlig riktning. Ön höjer sig omkring 10 meter över havsytan.

## Historia
Tammio fick sin första fasta bosättning under medeltiden. I 1500-talets mitt bodde här tre familjer. Ön övergavs på 1570-talet och förblev utan fast bosättning till 1642. Fram till 1800-talets början hade öborna inga egna fiskevatten utan hyrde dem av kronan i utbyte mot lotstjänster och frakt av kronans gods.